# Xã Siloam, Quận Randolph, Arkansas
Xã Siloam (tiếng Anh: Siloam Township) là một xã thuộc quận Randolph, tiểu bang Arkansas, Hoa Kỳ. Năm 2010, dân số của xã này là 294 người.